# Contea di Gilpin
La contea di Gilpin, in inglese Gilpin County, è una contea dello Stato del Colorado, negli Stati Uniti. La popolazione al censimento del 2000 era di 4 757 abitanti. Il capoluogo di contea è Central City.

## Geografia
La contea si trova nel centro-nord dello Stato. Il terreno è principalmente montuoso e passa lo spartiacque continentale delle Americhe. Il 54% del territorio è pubblico, in quanto ci sono foreste e aree protette a livello statale e federale.

### Contee confinanti
- Contea di Boulder - nord
- Contea di Jefferson - est
- Contea di Clear Creek - sud
- Contea di Grand - ovest

## Storia
L'area era territorio dei nativi Ute. La contea è una delle contee originarie dello Territorio del Colorado, creata nel 1861. Fu chiamata così in onore del governatore William Gilpin.

## Cities
- Black Hawk
- Central City (capoluogo)